# March For Glory And Revenge
A March For Glory And Revenge a Bornholm nevű magyar black metal zenekar második nagylemeze, ami 2009. október 28-án jelent meg a holland Vic Records kiadásában.

## Lemezfelvétel
A felvételek 2007 augusztusában kezdődtek a Pannónia Stúdióban Schram Dávid hangmérnökkel, a keverést és mastert Scheer "Max" Viktor végezte a Fader Stúdióban 2008 elején. A lemez két dalában (Where the Light was Born (Thule Ultima A Sole Nomen Habens) és Deconsecrating the Spear of Destiny) Pál Zoltán (Sear Bliss) vendégszerepel harsonán. 

## Kiadás
A "March For Glory And Revenge" 2009.október 28-án jelent meg a holland Vic Records által digipack CD-n. A megjelenést követően a "Where The Light Was Born (Thule Ultima A Sole Nomen Habens)" DLC-ként bekerült a Rock Band című zenei videójátékba.
A lemezborító Sallai Péter (Sahsnot) munkája

## Videóklip
Hivatalos videóklip a lemez zárótételéhez, a Dreams Of Ages-hez készült 2010-ben

## Az album dalai
| #  | Cím                                                         | Szerző(k)            | Hossz |
| -- | ----------------------------------------------------------- | -------------------- | ----- |
| 1. | Intro / Reconquering The Carpathians                        | Sahsnot              | 02:22 |
| 2. | The Call Of The Heathen Horns                               | Sahsnot              | 04:48 |
| 3. | From The Blackness Of Aeons                                 | Sahsnot              | 05:19 |
| 4. | Mournful Hymns                                              | Sahsnot              | 05:03 |
| 5. | Where The Light Was Born (Thule Ultima A Sole Nomen Habens) | Sahsnot              | 06:18 |
| 6. | Light Burst Into Flames On The Horns Of Baphomet            | Sahsnot              | 06:54 |
| 7. | Deconsecrating The Spear Of Destiny                         | Sahsnot, Róbert Cseh | 03:29 |
| 8. | Towering Clouds Over The Fields Of Carnuntum                | Sahsnot              | 07:29 |
| 9. | Dreams Of Ages                                              | Sahsnot              | 04:44 |

## Közreműködők
- Thorgor – ének
- Sahsnot – gitárok, billentyűs hangszerek, dallamos ének
- D – dobok
- Saterion – basszusgitár

#### Egyéb közreműködők
- Pál Zoltán – harsona (5. és 7. dalban)
- Schram Dávid – hangmérnök
- Scheer "Max" Viktor – keverés, master